# Обеншел о Бак
Обеншел о Бак (фр. Aubencheul-au-Bac) насеље је и општина у североисточној Француској у региону Север-Па д Кале, у департману Север која припада префектури Камбре.
По подацима из 2011. године у општини је живело 459 становника, а густина насељености је износила 143,44 становника/km². Општина се простире на површини од 3,2 km². Налази се на средњој надморској висини од 42 метара (максималној 79 m, а минималној 33 m).

## Демографија
| 1962. | 1968. | 1975. | 1982. | 1990. | 1999. | 2011. |
| ----- | ----- | ----- | ----- | ----- | ----- | ----- |
| 344   | 367   | 396   | 440   | 516   | 480   | 459   |

График промене броја становника у току последњих година